# 麥基恩 (伊利諾伊州)
麥基恩（英語：McKeen）是位於美國伊利諾伊州克拉克縣的一個非建制地區。該地的面積和人口皆未知。

## 地理
麥基恩的座標為39°27′30″N 87°36′50″W / 39.45833°N 87.61389°W，而該地的平均海拔高度為177米（即581英尺）。